# Pronomopsis rubripes
Pronomopsis rubripes là một loài ruồi trong họ Asilidae. Pronomopsis rubripes được Hermann miêu tả năm 1912. Loài này phân bố ở vùng Tân nhiệt đới.